# Tommy Ekman
Tommy Ekman, född 25 januari 1961, är en musiker och låtskrivare främst känd som medlem av gruppen Freestyle och senare Style. 
Ekman släppte två soloalbum i början av 1990-talet. Därefter övergick han till att arbeta som låtskrivare och producent, ofta tillsammans med Christer Sandelin. Han har jobbat med bland andra Aqua, Ace of Base, Graaf, Inner Circle, Lili & Susie, Aaliyah, Ankie Bagger, Clubland, The Corrs, Dr Alban, Jan Johansen, Lutricia McNeal samt Pernilla och Niclas Wahlgren. Ekman producerar också lounge-samlingar åt hotell, tågbolag och liknande. 2004 släppte Ekman ett album tillsammans med Christer Sandelin och de båda gav sig ut på turné tillsammans.
Under 2020-talet är Tommy Ekman bosatt i Valdemarsvik, där han driver caféverksamhet tillsammans med hustrun Madelene Ekman.

## Diskografi

### Album
- Tommy Ekman 1990
- För hennes ögons skull 1992
- Flashback 11 (samling) 1995
- I stereo (Sandelin & Ekman) 2004

### Singlar
- Hänger utanför din dörr 1989
- Ett annat hav/Save the Whales (välgörenhetssingel med Valkören) 1989
- When Your Heartache is Over (Håkansson, Hansson, Norell & Ekman) 1989
- September, 1990
- Det är vi som ska älska i kväll 1990
- I dina ögon 1990
- 10 (Sandelin/Ekman) 1990
- Finns här inom mig 1991
- Om sanningen ska fram 1991
- För hennes ögons skull 1992
- En annan del av vår värld 1992
- Stormen på öppet hav 1992
- Vill ha dig (Drömhus/refrängkör av Tommy) 1998
- Så länge du vill (Sandelin & Ekman) 2004
- Upp för trappan (Sandelin & Ekman) 2004
- Komma dig nära (Sandelin & Ekman) 2005
- Dansar med mig själv (Sandelin & Ekman) 2005
- Singlar (Oh,Oh) (Sandelin & Ekman) 2006
- Running on Broken Glass - Julia(Ekman, Németh) 2014 (Officiell låt för bröstcancerforskning)